# Ossip Kozlovski
Pour les articles homonymes, voir Kozlovski.
Ossip Antonovitch Kozlovski, né en 1757 à Slawharad (Propoïsk) et mort le 11 mars 1831 à Saint-Pétersbourg, est un compositeur russe d'origine polonaise ou biélorusse. Ses œuvres ont été redécouvertes par le musicologue et compositeur soviétique, Dmitri Blagoï.